# Nudo e crudele
Nudo e crudele è un film documentario del 1984, appartenente al genere mondo movie, diretto da Bitto Albertini. È incentrato principalmente sulla violenza e sulla sessualità nelle culture antiche e moderne di tutto il mondo, ispirandosi o sulla scia di film documentari precedenti come Mondo cane.

## Trama
Le scene mostrate comprendono molte curiosità, scene di nudo, desolazione e violenza, come il parto in diretta; cremazioni pubbliche sulle rive del Gange; invalidi e poveri che cercano di condurre una vita normale tra le mille difficoltà del quotidiano; accoppiamenti di animali; locali per adulti; prostituzione; cerimonie asiatiche incentrate sull'adorazione del fallo maschile; ristoranti esotici con menù a base di serpenti; indigeni africani dagli attributi enormi; rodei; giocatori d'azzardo patologici; l'evirazione di uno stupratore; un intervento di cambio di sesso a Casablanca; un ranger sbranato da un alligatore; un missionario divorato dai cannibali; di uccisioni e torture di animali.

## Colonna sonora
Il film è accompagnato da musiche di Nico Fidenco (in parte riciclate dai film della serie Emanuelle nera) e commentato dalla voce fuori campo di Romano Malaspina, uno dei più famosi doppiatori italiani.

## Distribuzione e accoglienza
Nonostante il modesto successo nei cinema italiani, la pellicola ha ottenuto notevoli incassi all'estero. Viene frequentemente trasmessa, in versione integrale (col divieto ai minori di 14 anni), nei palinsesti notturni delle reti Mediaset, come altre produzioni dello stesso genere.